# Ervigio
Ervigio (en latín: Flavius Ervigius o Flavius Erwigius, en gótico: Erwig) (muerto en 687?), rey de los visigodos (680 - 687). Sucedió en el trono a Wamba.

## Orígenes familiares
Según la Crónica de Alfonso III, Ervigio era hijo de Ardabasto, quien, expulsado de Constantinopla, había casado con una sobrina de Chindasvinto, de modo que Ervigio era primo de Recesvinto.
Alguien que pudiera casar con un familiar del rey debía ser de alto rango. Sin embargo, no existe mención alguna en el Imperio bizantino de que alguien denominado Ardabasto hubiera sufrido tal castigo, pero sí se halla a un usurpador Artabasdo un siglo después, suceso que el autor de la Crónica de Alfonso III pudo haber conocido y haberlo incluido para deslustrar el ascendiente del rey Witiza con una ascendencia bizantina. Por otro lado, dado que el nombre de Ardabasto procede de Artavazd, que es de origen armenio, y puesto que en la época en que este personaje vino a la península ibérica se estaban llevando a cabo expulsiones de rebeldes armenios, es factible esta hipótesis del origen armenio del padre de Ervigio.

## Ascensión al trono
Las actas del XII Concilio de Toledo relatan que el domingo 14 de octubre de 680, el rey Wamba cayó en un estado de inconsciencia, por lo que recibió la penitencia, sacramento que de acuerdo a la práctica de la época se aplicaba a la hora de morir, y debido a ello fue vestido con los hábitos religiosos y tonsurado en presencia de magnates laicos de su palacio, lo que de acuerdo al VI Concilio de Toledo le incapacitaba para reinar. Cuando volvió en sí, se encontró en un estado irreversible y firmó documentos para que Ervigio fuera proclamado y ungido como su sucesor por el metropolitano Julián de Toledo. La Crónica de Alfonso III de finales del siglo IX y comienzos del siglo X indica que Ervigio drogó a Wamba, dejándolo en un estado cercano a la muerte, ante lo cual recibió la penitencia, y cuando Wamba se recuperó, se encontró tonsurado y aceptó retirarse a un monasterio.
En el XII Concilio de Toledo, los obispos certificaron la autenticidad de los documentos que acreditaban la toma de hábitos religiosos por parte de Wamba, lo que le impedía reinar, y que este pidiera que Ervigio fuera proclamado como su sucesor. Sin embargo, la designación de un rey por su predecesor no formaba parte de la elección del nuevo monarca, y dado que el 14 de octubre Wamba recibió la penitencia y horas después, el 15 de octubre, Ervigio fue proclamado rey, esta rapidez induce a pensar en una intriga palaciega, a lo que se añade que fue el propio Ervigio quien instaba a los obispos del XII Concilio a publicar los hechos. Al mismo tiempo, esta secuencia rápida de hechos indica que la historia posterior del veneno o la droga no puede ser cierta. En la intriga parece haber intervenido el metropolitano de Toledo, Julián II, quien ya había trabado amistad con Ervigio y era contrario a las medidas de Wamba para debilitar la sede toledana. Sin embargo, existe la hipótesis de que Ervigio no formara parte de la conjura: ante el desvanecimiento de Wamba, el entorno palatino aprovechó para destronarle mediante el sacramento de la penitencia y la tonsura eclesiástica, y cuando Wamba se recobró, renunció al trono y designó como sucesor a Ervigio como su propio candidato para desbaratar los planes de los conjurados, algo que la Iglesia aceptó, pero Ervigio se ganó así la animadversión de los conjurados que habrían tenido otro candidato, lo cual explica la debilidad del monarca en su reinado y el hecho de designar a Ervigio como su propio sucesor.

## Legislación
Ervigio fue consagrado el 21 de octubre, pero las circunstancias de su ascenso al trono hicieron que Ervigio llevara una política de grandes concesiones y sometimiento a la nobleza y a los obispos.
En primer lugar, procuró asegurarse la posición en el trono, y en el XII Concilio de enero de 681 se declaró la legitimidad de Ervigio, lo que fue confirmado en el XIII Concilio de noviembre de 683. A pesar de esto, la familia del rey veía que su situación era desesperada y por ello el rey obtuvo del XIII Concilio la protección de su familia a su muerte con la amenaza de anatema.

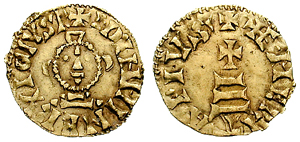
Un tremissis acuñado en Mérida durante el reinado de Ervigio.

En el XII Concilio, el rey tenía preparadas veintiocho leyes antijudaicas, como las referidas a la obligatoriedad del bautismo, la prohibición de la circuncisión, no poder tener esclavos cristianos, prohibición de celebrar fiestas judías, o el seguimiento de los desplazamientos, aunque se derogó la pena de muerte indiscriminada presente en la legislación de Sisebuto. Esta rapidez da a entender que algunas leyes ya estaban preparadas por Julián de Toledo antes de la abdicación de Wamba. Además de la legislación antijudía, Ervigio logró reafirmar la ley militar de Wamba pero se perdonó con derecho retroactivo a los que habían perdido derechos civiles a causa de la aplicación de la ley en la época de Wamba.
Por otro lado, Ervigio pidió a los obispos la revisión del Liber Iudiciorum y en noviembre de 681 ya estaba lista la revisión de ochenta leyes de Recesvinto, a las que se aclaró su significado, y se añadieron tres leyes de Wamba, y seis leyes nuevas del propio Ervigio que se sumaban a la legislación antijudía aprobada recientemente. Sin embargo, no hay evidencia que se hubiera intentado indicar que la revisión de Ervigio hubiera reemplazado a la de Recesvinto.
Ante el empeoramiento de la problemática situación socioeconómica, el rey convocó el XIII Concilio para asegurarse el apoyo de la nobleza, con medidas como la amnistía de los condenados por rebeliones -no solo la del conde Paulo, sino que abarcaba la época de Chintila-, la condonación de todos los impuestos pendientes hasta el inicio de su reinado y la exclusión de libertos y esclavos de los cargos palatinos; además los cargos palatinos obtuvieron el ser juzgados por sus iguales, el denominado Habeas corpus de los godos.

## Sucesión
Ante la debilidad del monarca y los conflictos con la nobleza, con el fin de evitar represalias para con su familia casó a su hija Cixilo con Égica, un magnate pariente de Wamba y que encabezaba un clan nobiliario hostil, en algún momento de su reinado.. Puesto que Ervigio no podía esperar que un hijo suyo pudiera mantenerse en el trono, el matrimonio de Cixilo con Égica era una forma de compatibilizar ambas familias. Para evitar que sus hijos quedaran desamparados cuando él desapareciera, hizo jurar a Égica que garantizaría la protección de la reina y de sus hijos —juramento que trató de desligarse en el XV Concilio de Toledo—.
En 687, sintiéndose mortalmente enfermo, Ervigio proclamó a Égica como su sucesor el 14 de noviembre y el 15 recibió la penitencia, desligando de su obediencia a los magnates para que fueran a acompañar al nuevo rey a Toledo.  No se tiene constancia de la fecha de su muerte.
| Predecesor: Wamba | Rey de los Visigodos 680 - 687 | Sucesor: Égica |